# Onthophagus parvifrons
Onthophagus parvifrons là một loài bọ cánh cứng trong họ Bọ hung (Scarabaeidae).